# Simplicissimus (YouTube-Kanal)
Simplicissimus, benannt nach dem gleichnamigen Satire-Magazin, ist ein deutscher YouTube-Kanal, der Videoessays zu politischen und gesellschaftlichen Themen veröffentlicht.

## Kanäle
Der Hauptkanal wurde am 12. April 2015, zunächst unter dem Namen Simplicissimus 2.0, von den Studenten Jonas und David gegründet, die zu dem Zeitpunkt in Amsterdam studierten. Der Kanal befasst sich fast ausschließlich mit aufwendig produzierten Videoessays zu Themen wie Politik, Gesellschaft, Wirtschaft und Medien. Eines der ersten Videos, mit dem sie eine höhere Reichweite erzielten, kritisierte Made My Day aufgrund des Kopierens von Inhalten anderer Kanäle. Nach Angaben von Simplicissimus kopierte Made My Day 2020 auch ein Video von Simplicissimus selbst.
Ab 2019 war der Kanal ein Teil des Funk-Medienangebots, sie verließen das Netzwerk allerdings 2022 wieder, für mehr „Flexibilität“ und die Möglichkeit „wieder mehr zu experimentieren“. Die Videos werden nach eigener Aussage von einem Team aus 32 Mitarbeitern produziert, einige davon arbeiten in einem Büro in Amsterdam.
Neben Simplicissimus betreiben Jonas und David zudem den Kanal „2 Bored Guys“, bei dem die Inhalte eher subjektiv sind. Seit 2019 betreiben die Macher auch englischsprachige Kanäle, zunächst den Kanal „reasy“, welcher jedoch nach nur sechs Videos seinen Betrieb einstellte und 2023 durch den Kanal „fern“ ersetzt wurde. Dieser wird gemeinsam mit dem niederländischen YouTuber Hoog betrieben und richtet sich nach dem Format des Hauptkanals. Einige Videos erscheinen übersetzt auf beiden Kanälen.
Seit 1. Januar 2025 sind die Kanäle Simplicissimus und fern Partner von Electrify.

## Podcast
Im Oktober 2024 starteten Simplicissimus einen Podcast mit dem Namen Unfassbar, der sich mit ähnlichen Themen wie der YouTube-Kanal beschäftigt.

## Kooperationen
Im Februar 2024 veröffentlichte Simplicissimus zusammen mit dem SWR eine Doku namens „Putins Bären“, welche über russische Hacker und deren Einfluss in der westlichen Welt sprach. Im November 2024 wurde in Kooperation mit der Wochenzeitung Die Zeit eine Recherche über eine chinesische Fakeshop-Bande veröffentlicht.